# 比羅克 (加利福尼亞州)
比羅克（英語：Bee Rock）是位於美國加利福尼亞州聖路易斯-奧比斯保縣的一個非建制地區。該地的面積和人口皆未知。

## 地理
比羅克的座標為35°47′14″N 120°56′21″W / 35.78722°N 120.93917°W，而該地的平均海拔高度為286米（即938英尺）。